# Thyrsosalacia pararacemosa
Thyrsosalacia pararacemosa är en benvedsväxtart som beskrevs av N. Hallé. Thyrsosalacia pararacemosa ingår i släktet Thyrsosalacia och familjen Celastraceae. Inga underarter finns listade.